# Walter Griphan
Walter Griphan, född 2 juli 1893 i Gremmelin, död 3 mars 1947 i Dachau, var en tysk SS-Brigadeführer och generalmajor inom polisen. Under andra världskriget innehade han höga poster inom Ordnungspolizei.

## Biografi
År 1914 anmälde sig Griphan som krigsfrivillig och stred i första världskriget med Großherzoglich Mecklenburgisches Füsilier-Regiment ”Kaiser Wilhelm” Nr. 90. Han dekorerades med Järnkorset av första klassen och Såradmärket i svart. Efter kriget studerade han rättsvetenskap och statsvetenskap vid universiteten i Rostock och Hamburg.

### Andra världskriget
I början av andra världskriget var Griphan verksam inom Schutzpolizei i Wien och Hamburg. I februari 1941 utnämndes han till kommendör för Ordnungspolizei i distriktet Lublin i Generalguvernementet, som var den del av Polen som inte inkorporerades i Tyska riket utan ockuperades. Samtidigt ledde han polisregementet i Lublin. Griphan gav order om att judiska motståndskämpar skulle skjutas direkt istället för att överlämnas till SS:s specialdomstol i Lublin.

## Befordringshistorik
| Datum           | Tjänstegrad                                   |
| --------------- | --------------------------------------------- |
| 1 juni 1920     | Polizeioberleutnant                           |
| 1 april 1921    | Polizeihauptmann                              |
| 1 februari 1932 | Polizei-Major                                 |
| 1 februari 1937 | Oberstleutnant der Schutzpolizei              |
| 1 augusti 1940  | Oberst der Schutzpolizei                      |
| 9 november 1940 | SS-Standartenführer                           |
| 9 november 1943 | SS-Oberführer                                 |
| 20 april 1944   | SS-Brigadeführer und Generalmajor der Polizei |